# Cirrhophanus dyari
Cirrhophanus dyari är en fjärilsart som beskrevs av Cockerell 1899. Cirrhophanus dyari ingår i släktet Cirrhophanus och familjen nattflyn. Inga underarter finns listade i Catalogue of Life.